# Jössefors
Jössefors – miejscowość (tätort) w Szwecji, w regionie administracyjnym (län) Värmland, w gminie Arvika.
Według danych Szwedzkiego Urzędu Statystycznego liczba ludności wyniosła: 711 (31 grudnia 2015), 738 (31 grudnia 2018) i 726 (31 grudnia 2019).